# Vida, Jesus & Rock'n'Roll
Vida, Jesus & Rock'n'Roll é o álbum de estreia da banda brasileira de rock cristão Resgate, lançado em 1991. Foi produzido por Edson Guidetti, gravado no home estúdio de Rick Bonadio durante dez meses e lançado posteriormente em LP. As canções "Rock da Vovó", "Ele Vem" e "Quem é Ele?" são os destaques do disco, que foi relançado em CD pela Série Ouro da Gospel Records.
Em janeiro de 2014, com a remasterização da discografia do Resgate, o álbum passou a ser vendido em formato digital com uma capa diferente de sua versão em vinil.

## Antecedentes
Em 1987, os amigos Zé Bruno e Hamilton Gomes estudavam música com o guitarrista Edson Guidetti. Por frequentarem a mesma igreja, era nela que a dupla realizava estudos e ensaios musicais, com a influência do rock. Mais pessoas se juntaram à banda, que continha quatro membros: Hamilton Gomes, Marcelo Amorim e os irmãos José Bruno e Jorge Bruno. Todos os integrantes eram membros da Igreja Batista, na qual fundaram a banda, em Carandiru, bairro da Zona Norte da cidade de São Paulo.

## Gravação
O álbum foi gravado com produção musical do guitarrista Edson Guidetti num estúdio pessoal do tecladista Rick Bonadio durante 10 meses. Nesta época, os membros do Resgate ainda eram da Igreja Batista. Era um disco independente, que a banda gravou com instrumentos emprestados (embora tenha posado para as fotos da capa com os próprios instrumentos) e que demorou quase um ano para ser produzido. Para pagar os custos, a banda vendeu objetos pessoais.

## Lançamento e recepção
| Críticas profissionais | Críticas profissionais |
| Avaliações da crítica  | Avaliações da crítica  |
| Fonte                  | Avaliação              |
| ---------------------- | ---------------------- |
| O Propagador           | [ 6 ]                  |

Vida, Jesus & Rock'n'Roll foi lançado em 1991 com uma edição limitada de 2000 cópias. A banda fez sua primeira apresentação na casa de shows Dama Xoc abrindo um show da banda Rebanhão. A partir disso, os músicos passaram a desenvolver uma relação com a igreja Renascer em Cristo e a gravadora Gospel Records, pela qual o álbum foi relançado anos depois e a banda manteve contrato artístico até 2009.
Retrospectivamente, a obra recebeu uma cotação de 3 de 5 estrelas do guia discográfico do O Propagador, que definiu o projeto como "amador, mas esforçado", e que possui uma "sonoridade direta, simples, mas empolgante".

## Faixas
1. "Ainda há Tempo"(Zé Bruno)
2. "Mestre"(Zé Bruno e Hamilton Gomes)
3. "Eu Passei"(Zé Bruno)
4. "Quem é Ele?"(Zé Bruno)
5. "Amor perfeito"(Zé Bruno)
6. "Paralelo"(Zé Bruno)
7. "Ele Vem"(Zé Bruno)
8. "Rock da Vovó"(Zé Bruno)
9. "Sem Deus"(Zé Bruno)

## Ficha técnica
Banda
- Zé Bruno - vocais, guitarras
- Hamilton Gomes - guitarra base, vocal de apoio
- Marcelo Bassa - baixo
- Jorge Bruno - bateria e vocal

Músicos convidados
- Edson Guidetti - produção musical, guitarra
- Rick Bonadio - engenharia de áudio, teclado